# Tortistilus lateralis
Tortistilus lateralis är en insektsart som beskrevs av William D. Funkhouser. Tortistilus lateralis ingår i släktet Tortistilus och familjen hornstritar. Inga underarter finns listade i Catalogue of Life.